# Gastroserica higonia
Gastroserica higonia är en skalbaggsart som beskrevs 1895 av den brittiska entomologen George Lewis. Gastroserica higonia ingår i släktet Gastroserica och familjen Melolonthidae. Inga underarter finns listade i Catalogue of Life.